# San Quintín (Pangasinan)
San Quintin és un municipi de classe 4 de la província de Pangasinan, a les Filipines. Segons el cens del 2000, té 28.258 habitants en 5.667 llars.

## Barangays
El municipi té un total de 22 barangay.
- Alac
- Baligayan
- Bantog
- Bolintaguen
- Cabangaran
- Cabalaoangan
- Calomboloyan
- Carayacan
- Casantamaria-an
- Gonzalo
- Labuan
- Lagasit
- Lumayao
- Mabini
- Mantacdang
- Nangapugan
- San Pedro
- Ungip
- Zona de població I
- Zona de població II
- Zona de població III.